# Lubosz (gromada)
Lubosz – dawna gromada, czyli najmniejsza jednostka podziału terytorialnego Polskiej Rzeczypospolitej Ludowej w latach 1954–1972.
Gromady, z gromadzkimi radami narodowymi (GRN) jako organami władzy najniższego stopnia na wsi, funkcjonowały od reformy reorganizującej administrację wiejską przeprowadzonej jesienią 1954 do momentu ich zniesienia z dniem 1 stycznia 1973, tym samym wypierając organizację gminną w latach 1954–1972.
Gromadę Lubosz z siedzibą GRN w Luboszu utworzono – jako jedną z 8759 gromad na obszarze Polski – w powiecie międzychodzkim w woj. poznańskim, na mocy uchwały nr 29/54 WRN w Poznaniu z dnia 5 października 1954. W skład jednostki weszły obszary dotychczasowych gromad Chorzewo (bez 18,67 ha, włączonych do nowo utworzonej gromady Pniewy w powiecie szamotulskim), Daleszynek, Lubosz i Niemierzewo ze zniesionej gminy Kwilcz w powiecie międzychodzkim oraz obszar dotychczasowej gromady Chudobczyce (bez obszaru leśnego, włączonego do nowo utworzonej gromady Kwilcz) ze zniesionej gminy Lwówek w powiecie nowotomyskim w tymże województwie. Dla gromady ustalono 16 członków gromadzkiej rady narodowej.
Gromada przetrwała do końca 1972 roku, czyli do kolejnej reformy gminnej.